# Spoorlijn Saint-Germain-en-Laye - Gency
De Spoorlijn Saint-Germain-en-Laye - Gency was een Franse spoorlijn aan de noordwestkant van Parijs van Saint-Germain-en-Laye naar Cergy. De lijn was 22 km lang.

## Geschiedenis
De lijn werd aangelegd door de Compagnie des chemins de fer de grande banlieue en in gedeeltes geopend, van Saint-Germain-en-Laye naar Poissy in 1896 en Poissy naar Gency in 1912.
In 1933 werd het gedeelte van Saint-Germain naar Poissy gesloten, in 1934 volgde ook het gedeelte tot Maurcourt. De rest van de lijn sloot gelijk met de andere lijnen van de CGB in 1949.

## Aansluitingen
In de volgende plaatsen is of was er een aansluiting op de volgende spoorlijnen:
Saint-Germain-Berteaux
lijn tussen Saint-Germain-en-Laye en Magny-en-Vexin
Poissy
RFN 334 000, spoorlijn tussen Paris-Saint-Lazare en Mantes-Station
Gency
lijn tussen Pontoise en Sagy

## Galerij

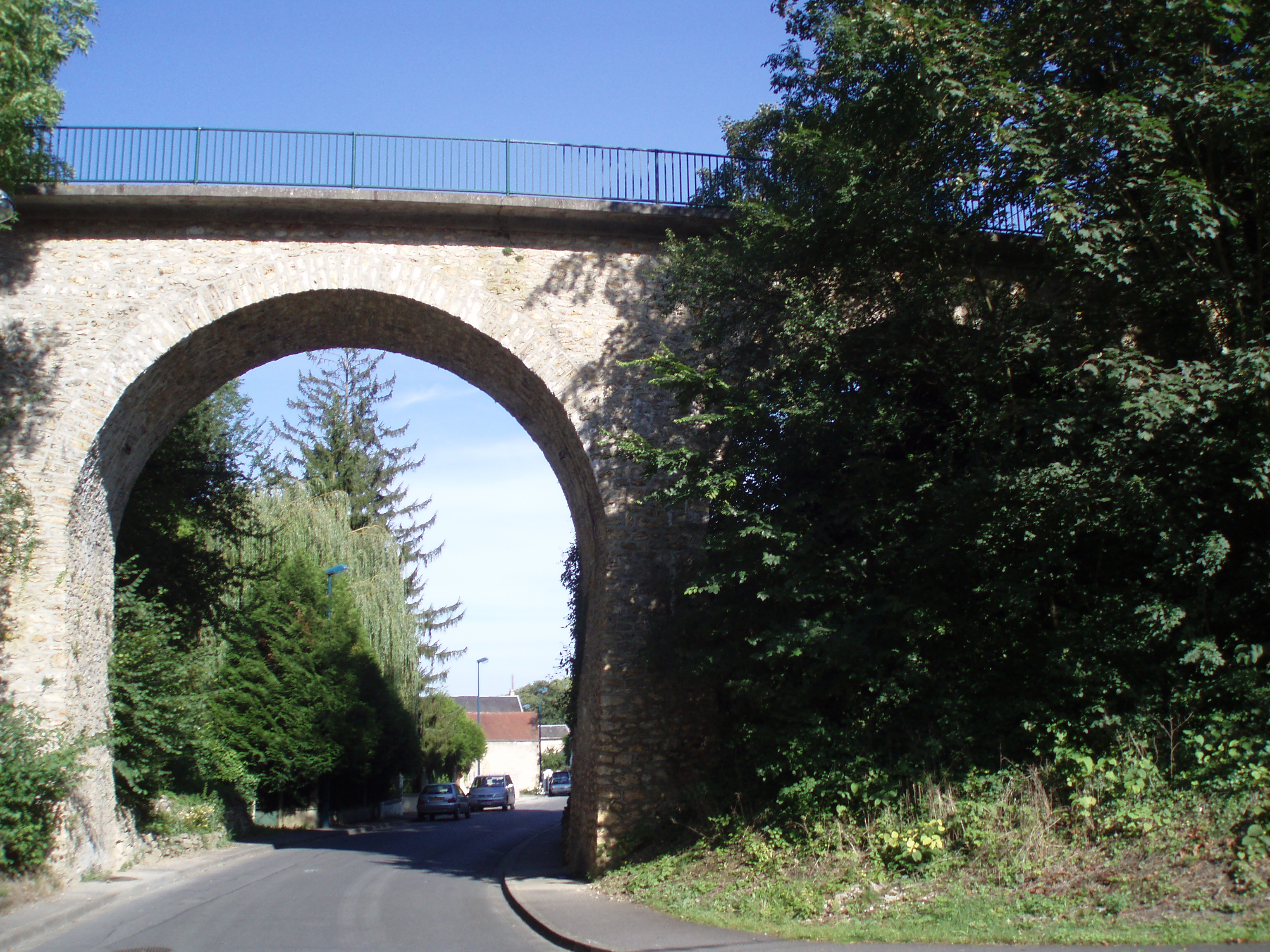
Voormalige spoorbrug in Vauréal
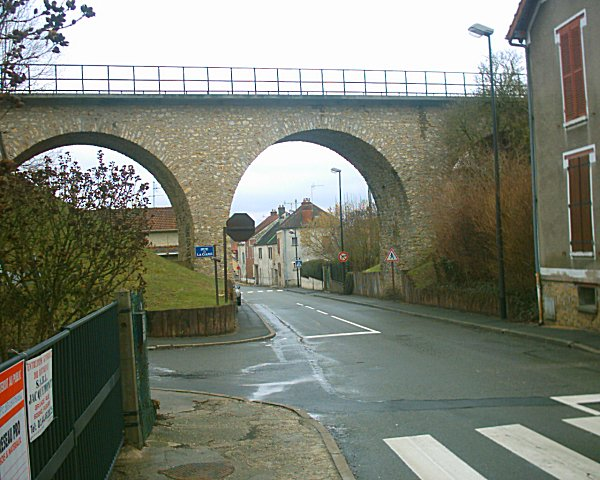
Voormalige spoorbrug in Jouy-le-Moutier
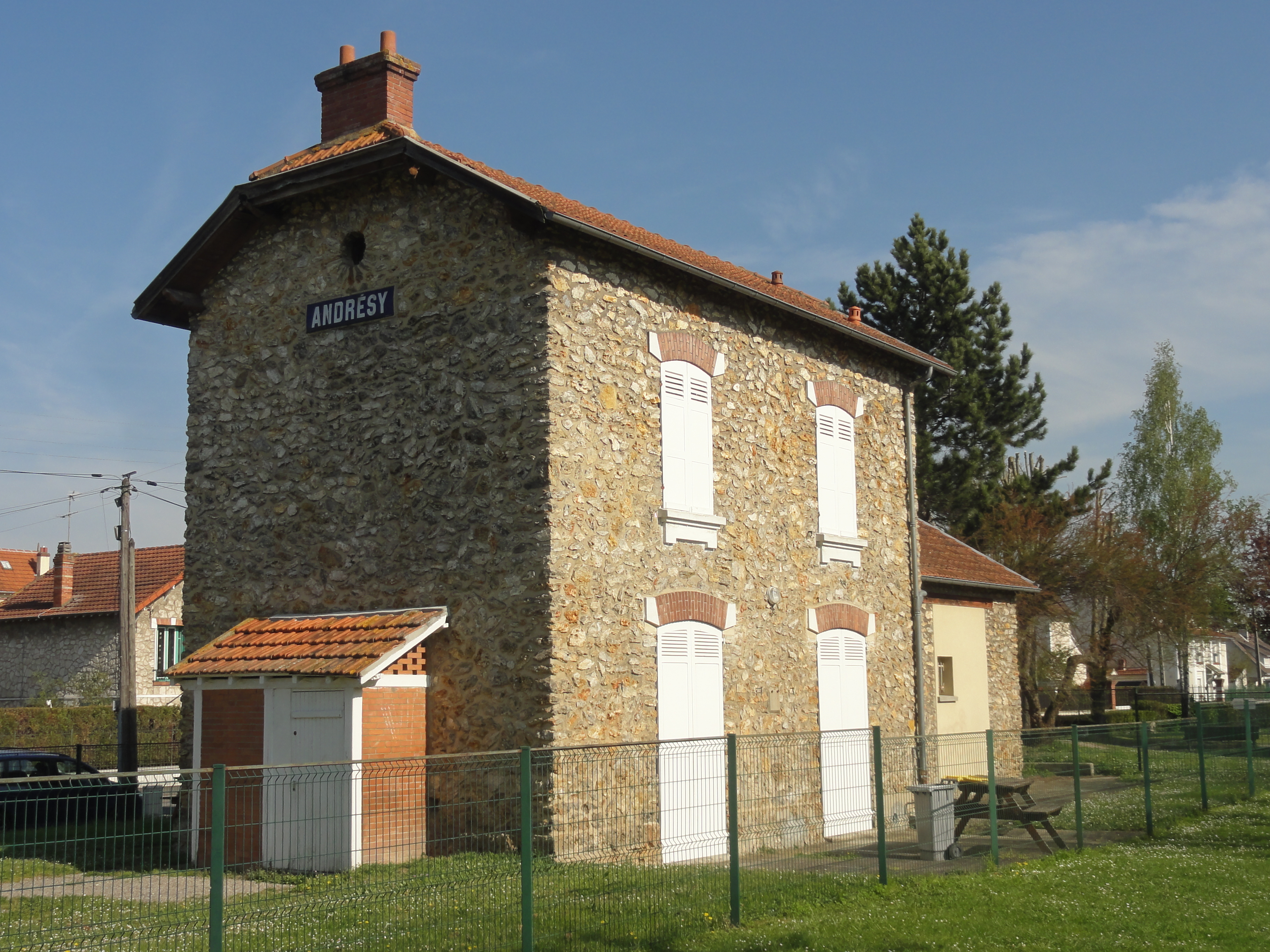
Station Andrésy
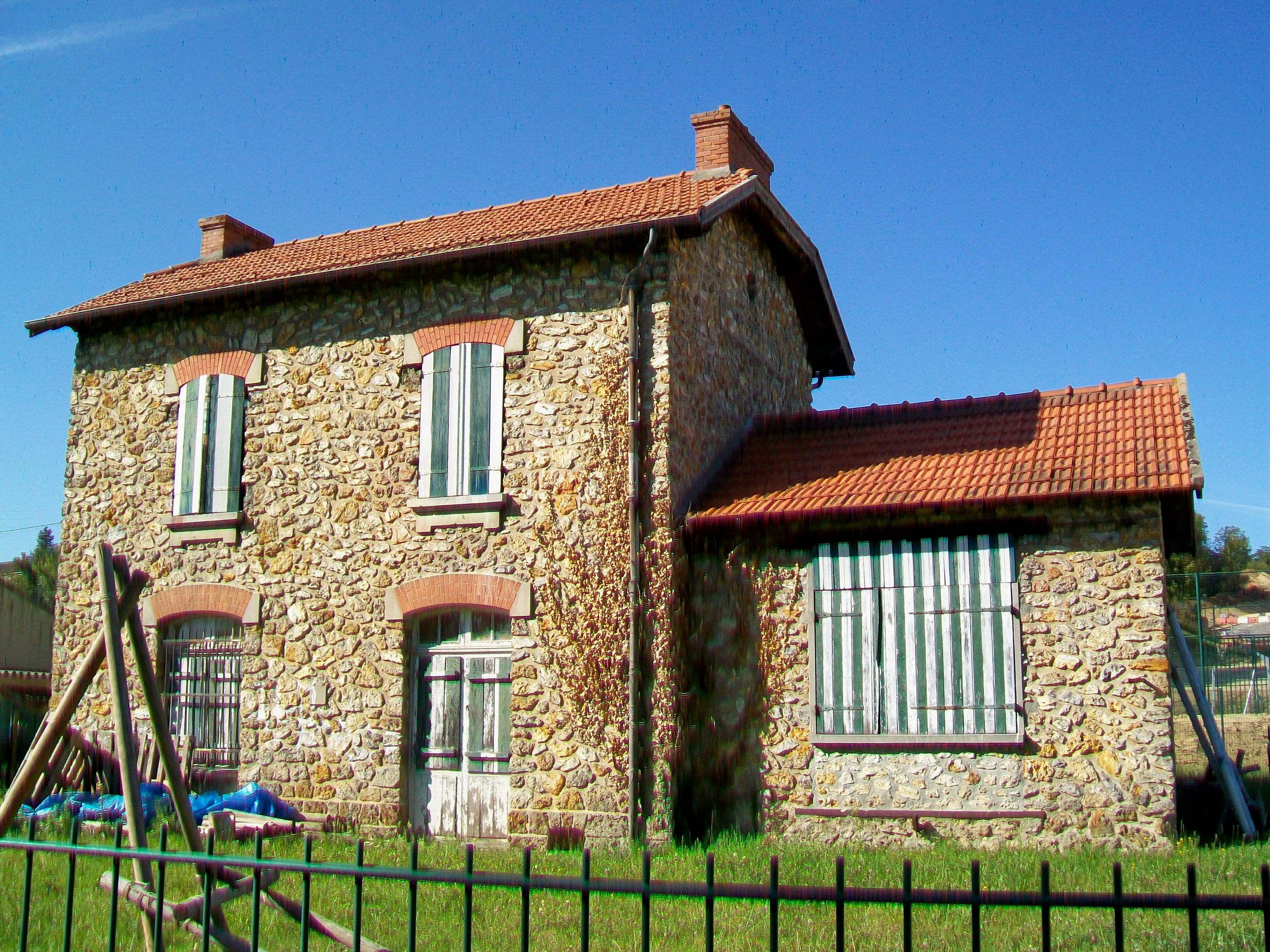
Station Jouy-le-Moutier